# Фехтование на летних Олимпийских играх 2012 — квалификация
В соревнованиях по фехтованию на летних Олимпийских играх 2012 смогут принять участие 212 спортсменов, которые будут соревноваться за 10 комплектов наград.

## Правила квалификации
Квоты между странами будут распределяться по-разному для тех видов оружия, у которых проводится командный турнир, и для тех, у которых нет.
В командных соревнованиях квалифицируются четыре лучшие команды из официального командного рейтинга FIE (англ. FIE Official Team Ranking) на 2 апреля 2012 года независимо от их континента, а также четыре лучших представителя своих континентов (Азия с Океанией, Америка, Африка, Европа).
В индивидуальных соревнованиях на тех видах оружия, на которых также будут проведены командные соревнования, участвуют по три спортсмена из квалифицированных на командные турниры стран. Также места отдаются согласно индивидуальному отредактированному официальному рейтингу FIE (англ. FIE Individual Adjusted Official Ranking) на 2 апреля 2012 года 7 спортсменам и 5 по результатам континентальных отборочных соревнований. От этих стран могут участвовать по одному спортсмену.
В остальных индивидуальных соревнованиях будут участвовать 12 спортсменов, отобравшихся по этому же рейтингу независимо от континентов (причём там могут быть два представителя от одной страны), 8 лучших представителей от континентов и 10 победителей континентальных отборочных соревнований.
Принимающей стране (Великобритания) обеспечено 8 мест, которые могут быть использованы для квалификации как в индивидуальных, так и в командных соревнованиях. Если они не будут использованы, то они будут отданы по решению Трёхсторонней комиссии (МОК, АНОК, FIE).

## Распределение квот

### Мужчины

#### Шпага
| Способ отбора                           | Способ отбора   | Квота | Спортсмены |
| --------------------------------------- | --------------- | ----- | --- |
| Мировой рейтинг                         | Мировой рейтинг | 12    | Паоло Пиццо (ITA) Фабиан Каутер (SUI) Бас Вервейлен (NED) Парк Кйонг-Ду (KOR) Николай Новоселов (EST) Готье Грумье (FRA) Макс Хайнцер (SUI) Сорен Томпсон (USA) Геза Имре (HUN) Эльмир Алимжанов (KAZ) Сильвио Фернандес (VEN) Джунг Джин-Сун (KOR) |
| Мировой рейтинг по континентам          | Азия-Океания    | 2     | Ли Гоцзе (CHN) Дмитрий Алексанин (KAZ) |
| Мировой рейтинг по континентам          | Америка         | 2     | Рубен Лимардо (VEN) Уэстон Келси (USA) |
| Мировой рейтинг по континентам          | Африка          | 2     | Александр Бузаи (SEN) Айман Мохамед Файез (EGY) |
| Мировой рейтинг по континентам          | Европа          | 2     | Янник Борел (FRA) Джордж Фидлер (GER) |
| Континентальные отборочные соревнования | Азия-Океания    | 3     | |
| Континентальные отборочные соревнования | Америка         | 2     | |
| Континентальные отборочные соревнования | Африка          | 1     | |
| Континентальные отборочные соревнования | Европа          | 4     | |

#### Рапира
Командные соревнования
| Способ отбора                  | Способ отбора   | Квота | Спортсмены |
| ------------------------------ | --------------- | ----- | ---------- |
| Мировой рейтинг                | Мировой рейтинг | 4     |            |
| Мировой рейтинг по континентам | Азия-Океания    | 1     |            |
| Мировой рейтинг по континентам | Америка         | 1     |            |
| Мировой рейтинг по континентам | Африка          | 1     |            |
| Мировой рейтинг по континентам | Европа          | 1     |            |

Индивидуальные соревнования
| Способ отбора                           | Способ отбора                    | Квота | Спортсмены |
| --------------------------------------- | -------------------------------- | ----- | ---------- |
| Участники командных соревнований        | Участники командных соревнований | 24    |            |
| Мировой рейтинг по континентам          | Азия-Океания                     | 2     |            |
| Мировой рейтинг по континентам          | Америка                          | 2     |            |
| Мировой рейтинг по континентам          | Африка                           | 1     |            |
| Мировой рейтинг по континентам          | Европа                           | 2     |            |
| Континентальные отборочные соревнования | Азия-Океания                     | 1     |            |
| Континентальные отборочные соревнования | Америка                          | 1     |            |
| Континентальные отборочные соревнования | Африка                           | 1     |            |
| Континентальные отборочные соревнования | Европа                           | 2     |            |

#### Сабля
Командные соревнования
| Способ отбора                  | Способ отбора   | Квота | Спортсмены |
| ------------------------------ | --------------- | ----- | ---------- |
| Мировой рейтинг                | Мировой рейтинг | 4     |            |
| Мировой рейтинг по континентам | Азия-Океания    | 1     |            |
| Мировой рейтинг по континентам | Америка         | 1     |            |
| Мировой рейтинг по континентам | Африка          | 1     |            |
| Мировой рейтинг по континентам | Европа          | 1     |            |

Индивидуальные соревнования
| Способ отбора                           | Способ отбора                    | Квота | Спортсмены |
| --------------------------------------- | -------------------------------- | ----- | ---------- |
| Участники командных соревнований        | Участники командных соревнований | 24    |            |
| Мировой рейтинг по континентам          | Азия-Океания                     | 2     |            |
| Мировой рейтинг по континентам          | Америка                          | 2     |            |
| Мировой рейтинг по континентам          | Африка                           | 1     |            |
| Мировой рейтинг по континентам          | Европа                           | 2     |            |
| Континентальные отборочные соревнования | Азия-Океания                     | 1     |            |
| Континентальные отборочные соревнования | Америка                          | 1     |            |
| Континентальные отборочные соревнования | Африка                           | 1     |            |
| Континентальные отборочные соревнования | Европа                           | 2     |            |

### Женщины

#### Шпага
Командные соревнования
| Способ отбора                  | Способ отбора   | Квота | Спортсмены |
| ------------------------------ | --------------- | ----- | ---------- |
| Мировой рейтинг                | Мировой рейтинг | 4     |            |
| Мировой рейтинг по континентам | Азия-Океания    | 1     |            |
| Мировой рейтинг по континентам | Америка         | 1     |            |
| Мировой рейтинг по континентам | Африка          | 1     |            |
| Мировой рейтинг по континентам | Европа          | 1     |            |

Индивидуальные соревнования
| Способ отбора                           | Способ отбора                    | Квота | Спортсмены |
| --------------------------------------- | -------------------------------- | ----- | ---------- |
| Участники командных соревнований        | Участники командных соревнований | 24    |            |
| Мировой рейтинг по континентам          | Азия-Океания                     | 2     |            |
| Мировой рейтинг по континентам          | Америка                          | 2     |            |
| Мировой рейтинг по континентам          | Африка                           | 1     |            |
| Мировой рейтинг по континентам          | Европа                           | 2     |            |
| Континентальные отборочные соревнования | Азия-Океания                     | 1     |            |
| Континентальные отборочные соревнования | Америка                          | 1     |            |
| Континентальные отборочные соревнования | Африка                           | 1     |            |
| Континентальные отборочные соревнования | Европа                           | 2     |            |

#### Рапира
Командные соревнования
| Способ отбора                  | Способ отбора   | Квота | Спортсмены |
| ------------------------------ | --------------- | ----- | ---------- |
| Мировой рейтинг                | Мировой рейтинг | 4     |            |
| Мировой рейтинг по континентам | Азия-Океания    | 1     |            |
| Мировой рейтинг по континентам | Америка         | 1     |            |
| Мировой рейтинг по континентам | Африка          | 1     |            |
| Мировой рейтинг по континентам | Европа          | 1     |            |

Индивидуальные соревнования
| Способ отбора                           | Способ отбора                    | Квота | Спортсмены |
| --------------------------------------- | -------------------------------- | ----- | ---------- |
| Участники командных соревнований        | Участники командных соревнований | 24    |            |
| Мировой рейтинг по континентам          | Азия-Океания                     | 2     |            |
| Мировой рейтинг по континентам          | Америка                          | 2     |            |
| Мировой рейтинг по континентам          | Африка                           | 1     |            |
| Мировой рейтинг по континентам          | Европа                           | 2     |            |
| Континентальные отборочные соревнования | Азия-Океания                     | 1     |            |
| Континентальные отборочные соревнования | Америка                          | 1     |            |
| Континентальные отборочные соревнования | Африка                           | 1     |            |
| Континентальные отборочные соревнования | Европа                           | 2     |            |

#### Сабля
| Способ отбора                           | Способ отбора   | Квота | Спортсмены |
| --------------------------------------- | --------------- | ----- | --- |
| Мировой рейтинг                         | Мировой рейтинг | 12    | Софья Великая (RUS) Мариел Загунис (USA) Ольга Харлан (UKR) Юлия Гаврилова (RUS) Мин Жу (CHN) Ким Джи-Йон (KOR) Чен Ксяодонг (CHN) Азза Бесбес (TUN) Василики Вугиука (GRE) Ирене Векки (ITA) Джоя Мардзокка (ITA) Дагмара Возняк (USA) |
| Мировой рейтинг по континентам          | Азия-Океания    | 2     | Ли Ра-Джин (KOR) Сэйра Накаяма (JPN) |
| Мировой рейтинг по континентам          | Америка         | 2     | Сандра Сассин (CAN) Мария Белен Перес Морис (ARG) |
| Мировой рейтинг по континентам          | Африка          | 2     | Амира Бен Чаабан (TUN) Сальма Зиен (EGY) |
| Мировой рейтинг по континентам          | Европа          | 2     | Александра Соха (POL) Леонор Перрю (FRA) |
| Континентальные отборочные соревнования | Азия-Океания    | 3     | |
| Континентальные отборочные соревнования | Америка         | 2     | |
| Континентальные отборочные соревнования | Африка          | 1     | |
| Континентальные отборочные соревнования | Европа          | 4     | |

## Квалифицированные страны
| Страна         | Мужчины | Мужчины | Мужчины             | Мужчины | Мужчины            | Женщины | Женщины            | Женщины | Женщины             | Женщины | Всего |
| Страна         | Шпага   | Рапира  | Рапира среди команд | Сабля   | Сабля среди команд | Шпага   | Шпага среди команд | Рапира  | Рапира среди команд | Сабля   | Всего |
| -------------- | ------- | ------- | ------------------- | ------- | ------------------ | ------- | ------------------ | ------- | ------------------- | ------- | ----- |
| Великобритания |         |         |                     |         |                    |         |                    |         |                     |         | 8     |
| Всего: 1       |         |         |                     |         |                    |         |                    |         |                     |         | 8     |